# 대일본언론보국회
대일본언론보국회(일본어: 大日本言論報国会 다이니혼 겐론 호우코쿠카이[*])는 1942년 12월 23일 전쟁 수행을 위해 언론 통제를 담당했던 내각 정보국의 지도 하에 설립된 단체였다. 회장은 도쿠토미 소호였다. 이 밖에 가노코키 가즈노부, 오구마 노부유키, 이치카와 후사에 등이 참여했다. 《사상전 대학 강좌》 등의 책을 발행했다. 같은 해 5월 조직된 일본문학보국회가 다수의 문학가들을 강제로 가입시킨 것과는 달리 대일본언론보국회는 전쟁에 협력적인 평론가를 선별하여 조직한 것이다. 회원들은 내각 정보국이나 군부의 비호를 받으며 신문, 잡지에서 전쟁 수행 운동을 펼쳤다. 일본의 패전과 함께 해산되었으며, 부역한 인사들은 GHQ의 결정에 따라 공직 추방 처분을 받았으나, 회장 도쿠토미는 추방 후에도 우파 논객으로서 집필 활동을 계속 했다.

## 같이 보기
- 일본문학보국회
- 대정익찬회
- 공직 추방